# ناحیه سونگپا
ناحیه سونگ‌پا (کره‌ای: 송파구) یکی از ۲۵ نواحی سئول پایتخت کره جنوبی است. سونگپا با جمعیت حدود ۶۴۷٬۰۰۰ نفر، پرجمعیت‌ترین ناحیه در سئول به‌شمار می‌رود. سونگپا مرکز بازی‌های المپیک تابستانی ۱۹۸۸ سئول بود و بیشتر امکانات ورزشی مرتبط با این رویداد در این ناحیه قرار دارد. سال ۲۰۰۹، سونگپا در LivCom Awards که توسط برنامه محیط زیست سازمان ملل متحد ارائه می‌شود، به عنوان یکی از قابل سکونت‌ترین شهرهای جهان معرفی شد.